# سمپر فمینا
«سمپر فمینا» (انگلیسی: Semper Femina) ششمین آلبوم از هنرمند اهل بریتانیا لارا مارلینگ است.